# SN 2007eg
SN 2007eg – supernowa typu Ia odkryta 30 maja 2007 roku w galaktyce A130950+2044. W momencie odkrycia miała maksymalną jasność 19,30m.